# Montserrat Sebastià Salat
Montserrat Sebastià Salat (Barcelona, 1957 - Barcelona, 5 de febrer de 2014) va ser una bibliotecària i professora universitària catalana.
Començà la seva activitat professional el 1974, com a auxiliar a les biblioteques públiques de Lesseps i Sant Pau. Tres anys després, es diplomà a l'Escola de Bibliologia i el 1982 es llicencià en Geografia i Història a la Universitat de Barcelona. La seva memòria de llicenciatura, dirigida per Mary Nash, anunciava un conjunt d'interessos científics que no abandonaria mai: els sistemes d'organització del coneixement i la història social; després s'hi sumarien les tecnologies de la informació. La memòria esmentada fou l'inici d'una recerca que culminà l'any 1988 amb la publicació Thesaurus d'història social de la dona, un macroprojecte de creació d'una infraestructura bibliogràfica i documental que posa les bases per a la investigació històrica de la dona a Catalunya, recollint monografies publicades entre 1800 i 1939. Sota la direcció de la mateixa Nash va participar en l'elaboració de Més enllà del silenci: les dones a la història de Catalunya, una obra col·lectiva realitzada per un equip de setze historiadores, que ofereix una visió de conjunt de la història de les dones a Catalunya. El 1996 presentà la tesi doctoral La tecnologia de la informació com a àrea disciplinària en el disseny del currículum de formació de professionals i d'usuaris de la documentació i de la informació.
Un cop diplomada continuà treballant a la Biblioteca de Sant Pau i, poc després, a la de la Guineueta; la seva activitat com a bibliotecària acabà en la direcció de la biblioteca de l'Escola Superior d'Agricultura. També treballà com a documentalista al Centre d'Investigació Històrica de la Dona (CIHD) i al Centre d'Estudis Històrics Internacionals (CEHI). El 1982 inicià la tasca docent a l'Escola de Bibliologia i, des de llavors, contribuí a la formació de molts professionals de la informació i la documentació. Estigué vinculada a la docència en tots els ensenyaments relacionats amb les biblioteques: la diplomatura en Biblioteconomia i Documentació, la llicenciatura en Documentació, el grau en Informació i Documentació, el màster en Gestió de Continguts Digitals i els cursos de doctorat de la Facultat de Biblioteconomia i Documentació de la Universitat de Barcelona. Durant un breu període, 1983-1986, fou també cap d'estudis de la Diplomatura. El seu mestratge ha estat reconegut pels seus alumnes, que la triaren com a directora de les seves tesis doctorals i per diferents universitats i col·lectius bibliotecaris d'arreu d'Espanya que sovint la convidaren a impartir cursos i seminaris de la seva especialitat.
Les línies de recerca de Montserrat Sebastià es relacionaren amb l'ecologia de la informació, la gestió de continguts digitals, els sistemes de recuperació de la informació i, especialment, amb els sistemes d'informació digital aplicats a les humanitats i al patrimoni. Això la va portar a participar en grups de recerca com ara ArsMagna i DIDPATRI —fusionats després en ARCONPATRI— o amb el grup ACROPOLIS de la Universitat Carles III de Madrid. En morir, liderava el projecte d'investigació La memoria histórica y las Brigadas Internacionales: diseño de un sistema digital para la transferencia de conocimiento sobre el patrimonio histórico español, que tenia com a objectiu digitalitzar la memòria històrica de la Guerra Civil espanyola, i en especial dels brigadistes. Al llarg dels dos últims anys de la seva vida lluità contra una greu malaltia que, finalment, no pogué superar.

## Obres
- Sebastià i Salat, Montserrat «L'automatització en el món de les biblioteques: bibliografia selectiva». Butlletí de l'Associació de Bibliotecaris de Catalunya, núm. 5, gener-juny 1984, pàg. 57-70.
- Sebastià i Salat, Montserrat. «La informatización de las unidades de información: selección documental (1978 - 1984)». A: Primeras Jornadas Españolas de Documentación Automatizada: 20 - 21 noviembre 1984.  Madrid: Instituto de Información y Documentación en Ciencia y Tecnología: Consorci d'Informació i Documentació de Catalunya, 1984, p. 331 - 344.
- Sebastià i Salat, Montserrat «L'arquitectura de la informació i el disseny curricular: competitivitat i discontinuïtat». Bibliodoc: anuari de biblioteconomia, documentació i informació, 2001-2002, pàg. 51-71.
- Sebastià i Salat, Montserrat «Informe de les Jornades sobre Metodologia de Recerca a la Divisió de Ciències de l'Educació: (Barcelona, 16 – 17 de novembre de 2000)». BiD: textos universitaris de biblioteconomia i documentació, 6-2001.
- Sebastià i Salat, Montserrat. Thesaurus d'història social de la dona.  Barcelona: Generalitat de Catalunya. Departament de la Presidència. Comissió Interdepartamental de Promoció de la Dona, 1988.
- Sebastià i Salat, Montserrat «De la invisibilidad a la visibilidad: reflexiones sobre la formación de especialistas y usuarios de las tecnologías de la información». Revista Española de Documentación Científica, vol. 15, n. 1, 1-1992, pàg. 31- 43.
- Sebastià i Salat, Montserrat «La Internet en la información presencial y en la autoinformación de los archiveros». Tabula: revista de archivos de Castilla y León, nº 5, 2002, pàg. 201-202.
- Sebastià i Salat, Montserrat «La ecología de la información: un nuevo paradigma de la infoesfera». Pliegos de Yuste: revista de cultura y pensamiento europe, 7-8, 2008, pàg. 23-34.
- Sebastià i Salat, Montserrat «Revalorización del patrimonio cultural y la museología: el portal Dihèlia». RISTI: Revista Ibérica de Sistemas e Tecnologias de Informação, num. 2, 2008, pàg. 55-70.